# دانی رودریگز
دانی رودریگز (انگلیسی: Dani Rodríguez؛ زادهٔ ۶ ژوئن ۱۹۸۸) بازیکن فوتبال اهل اسپانیا است.
از باشگاه‌هایی که در آن بازی کرده‌است می‌توان به باشگاه فوتبال راسینگ سانتاندر اشاره کرد.